# Marie Dessart
Marie Dessart (13 december 1980) is een Belgisch voormalige triatlete en wielrenster.

## Levensloop
Dessart begon haar sportcarrière in de triatlon, alwaar ze in 2012 derde werd in La Roche en Ardenne.
In 2018 werd ze in haar leeftijdsklasse wereldkampioene in de gran fondo in het Italiaanse Varese. Hierop volgde een contract bij Lotto Soudal Ladies.
Na het seizoen 2019 zette ze een punt achter haar carrière als prof.